# Recio
Recio, właśc. José Luis García del Pozo (ur. 11 stycznia 1991 w Maladze) – hiszpański piłkarz grający na pozycji pomocnika. Obecnie jest piłkarzem CD Leganés.

## Kariera klubowa
José jest wychowankiem Málagi. W pierwszej drużynie zadebiutował 11 listopada 2010 roku, po przyjściu do klubu Manuela Pellegriniego. Zagrał w meczu Pucharu Króla przeciwko Hércules CF. Dziesięć dni później zadebiutował w lidze, w przegranym 3-0 spotkaniu z Deportivo La Coruña.
W listopadzie podpisał nowy, czteroletni kontrakt. 5 grudnia 2010 roku trafił swoją pierwszą bramkę w barwach klubu.

### Statystyki klubowe
| Sezon   | Klub        | Kraj      | Liga               | Mecze | Bramki | Puchar Kraju | Mecze | Bramki |
| ------- | ----------- | --------- | ------------------ | ----- | ------ | ------------ | ----- | ------ |
| 2010/11 | Málaga CF B | Hiszpania | Segunda División B | 16    | 0      | Puchar Króla | 2     | 0      |
| 2010/11 | Málaga CF   | Hiszpania | Primera División   | 23    | 2      | –            | –     | –      |
| 2011/12 | Málaga CF   | Hiszpania | Primera División   | 8     | 0      | –            | –     | –      |
| 2012/13 | Málaga CF   | Hiszpania | Primera División   | 4     | 0      | Puchar Króla | 3     | 0      |
| 2012/13 | Granada CF  | Hiszpania | Primera División   | 15    | 2      | –            | –     | –      |
| 2013/14 | Granada CF  | Hiszpania | Primera División   | 30    | 2      | Puchar Króla | 2     | 0      |
| 2014/15 | Málaga CF   | Hiszpania | Primera División   | 30    | 1      | Puchar Króla | 6     | 2      |
| 2015/16 | Málaga CF   | Hiszpania | Primera División   | 33    | 0      | Puchar Króla | 1     | 0      |
| 2016/17 | Málaga CF   | Hiszpania | Primera División   | 18    | 3      | –            | –     | –      |
| 2017/18 | Málaga CF   | Hiszpania | Primera División   | 22    | 1      | Puchar Króla | 1     | 1      |
| 2018/19 | Málaga CF   | Hiszpania | Segunda División   | 2     | 0      | -            | -     | -      |
| 2018/19 | CD Leganés  | Hiszpania | Primera División   | 18    | 0      | Puchar Króla | 2     | 0      |

Stan na: 17 maja 2019 r.

## Kariera reprezentacyjna
24 marca 2011 roku zadebiutował w reprezentacji Hiszpanii U-21 w meczu z Francją. Tego samego roku wystąpił na Mistrzostwach Świata U-20 w Kolumbii.